# Žimrovice
Žimrovice (německy Zimrowitz) jsou vesnice, část města Hradec nad Moravicí v okrese Opava v Moravskoslezském kraji. Rozkládá se po levém břehu řeky Moravice zhruba 2,5 kilometru jihozápadně od Hradce nad Moravicí. V obci se nachází Základní škola a Mateřská škola Žimrovice. Sídlo základní školy se nachází na ulici Meleček.
Již od roku 1891 v obci funguje papírna, kterou založil podnikatel Karel Weisshuhn a v současnosti je součástí mezinárodní skupiny Smurfit Kappa. Unikátem této papírny je vodní náhon, který je dlouhý 3,6 km. Původně sloužil k plavení metrových polen („vajzunek“), dodával papírně vodu a byl zdrojem energie. Dnes se papír v Žimrovicích vyrábí ze 100% ze sběrového papíru.
Do katastru Žimrovic zasahuje národní přírodní rezervace Kaluža.

## Název
Jméno Žimrovice (v nejstarším písemném dokladu z 1357 zapsáno jako Zembrowicz) vzniklo zkrácením staršího Žiměrovice (doloženého písemně ze 14.-16. století) a to zkrácením ještě staršího (písemně nedoloženého) Žiroměrovice. Původně šlo o pojmenování obyvatel vsi (Žiroměrovici) odvozené od osobního jména Žiroměr (v jeho první části je praslovanské žirъ - "život"). Význam místního jména byl "Žiroměrovi lidé".

## Historie
První písemná zmínka o vesnici pochází z roku 1357.

## Obyvatelstvo
| Rok            | 1869 | 1880 | 1890 | 1900 | 1910 | 1921 | 1930 | 1950 | 1961 | 1970 | 1980 | 1991 | 2001 | 2011 | 2021 |
| -------------- | ---- | ---- | ---- | ---- | ---- | ---- | ---- | ---- | ---- | ---- | ---- | ---- | ---- | ---- | ---- |
| Počet obyvatel | 344  | 351  | 412  | 444  | 574  | 650  | 609  | 596  | 762  | 727  | 668  | 721  | 734  | 786  | 767  |
| Počet domů     | 53   | 62   | 55   | 59   | 80   | 90   | 94   | 118  | 139  | 151  | 158  | 179  | 192  | 209  | 220  |

## Obecní správa
Při sčítání lidu v letech 1850–1974 Žimrovice byly samostatnou obcí v okrese Opava. Od 1. ledna 1975 jsou částí města Hradec nad Moravicí v okrese Opava.

## Slavní rodáci
- Stanislav Biler
- Čestmír Váňa